# Hoplotettix iconnicoffi
Hoplotettix iconnicoffi är en insektsart som beskrevs av Andrew Nelson Caudell 1918. Hoplotettix iconnicoffi ingår i släktet Hoplotettix och familjen vårtbitare. Inga underarter finns listade i Catalogue of Life.